# Штипсдорф
Штипсдорф (нем. Stipsdorf) — община в Германии, в земле Шлезвиг-Гольштейн. 
Входит в состав района Зегеберг. Подчиняется управлению Трафе-Ланд.  Население составляет 209 человек (на 31 декабря 2010 года). Занимает площадь 3,51 км².